# Arsène Lucchini
Arsène Lucchini (ur. 18 września 1922 w Chamonix-Mont-Blanc, zm. 4 marca 1998 w Annecy) – francuski skoczek narciarski, uczestnik Zimowych Igrzysk Olimpijskich 1948.
Wziął udział w konkursie skoków rozegranym w ramach zimowych igrzyskach olimpijskich w Sankt Moritz w 1948 roku. Po dwóch skokach na 62,5 metra uplasował się na 22. pozycji.